# Lisa Andreas
Lisa Andreas (nacida el 22 de diciembre del año 1987) es una cantante inglesa de ascendencia chipriota. A los 16 años, representó a Chipre en el Festival de la Canción de Eurovisión 2004, quedando en quinto lugar con la canción "Stronger every minute". Lisa, fue además la cantante más joven en tomar parte de la competición ese año.
| Predecesor: "Feeling alive" Stelios Konstantas | Chipre en el Festival de Eurovisión 2004 | Sucesor: "Ela ela (Come baby)" Constantinos Christoforou |

- Datos: Q271979
- Multimedia: Lisa Andreas / Q271979